# Renato Negri
Renato Negri (Reggio Emilia, 10 giugno 1968) è un organista italiano.

## Biografia
Nato nel 1968, Renato Negri si diplomò in organo e composizione organistica con Stefano Innocenti presso il conservatorio Arrigo Boito di Parma.
Già presidente, dal 1998 al 2007, dell'Associazione Italiana Organisti di Chiesa, Negri è dal 2006 organista titolare del Teatro Municipale di Reggio Emilia. Nel 2009 ha fondato il gruppo Capella Regiensis, del quale è anche direttore e con il quale esegue principalmente le cantate di Bach.
Dal 1989 al 1998 ha svolto attività di organista nella Cattedrale di Reggio Emilia sotto l'episcopato di Mons.Giovanni Paolo Gibertini.
L'organo costruito da Pierpaolo Bigi nella chiesa di San Francesco da Paola all'Ospizio in Reggio Emilia e descritto nell'Orgelführer Europa, prestigiosa guida ai più importanti organi europei, è stato al centro di stagioni concertistiche ideate e dirette dallo stesso Negri cui hanno partecipato famosi organisti quali Gustav Leonhardt, Ton Koopman, Trevor Pinnock, Simon Preston, Jean Guillou, André Isoir, Michael Radulescu, Stefano Innocenti, Sergio Vartolo, Daniel Chorzempa, Wolfgang Rübsam e molti altri.
Renato Negri è, dal 2005, ideatore e direttore artistico della rassegna Soli Deo Gloria, Organi, Suoni e Voci della Città, promossa dall'Assessorato alla Cultura del Comune di Reggio E. e dalla Diocesi di Reggio Emilia e Guastalla ed ospitata nelle chiese e negli spazi museali di Reggio e della provincia.
Renato Negri svolge un'intensa attività concertistica in Italia e all'estero, con un repertorio prevalentemente incentrato sull'opera di Johann Sebastian Bach.
All'organo, in un unico concerto, ha eseguito l'integrale de L'arte della fuga BWV 1080.
Nel 2007 ha accompagnato all'organo del Duomo di Modena il flautista Andrea Griminelli durante i funerali di Luciano Pavarotti.
Nel 2008, per celebrare la riapertura della Cattedrale di Reggio Emilia al termine dei restauri, ha diretto quale maestro di concerto al cembalo la Messa in si minore BWV 232 di Bach, con il Coro del Friuli Venezia Giulia e l'orchestra ungherese Capella Savaria.
Con lo stesso Coro e con l'Orchestra Regionale dell'Emilia Romagna a Reggio Emilia, Cortina d'Ampezzo e nella Basilica magistrale della Steccata a Parma ha diretto al cembalo, nel 2010, 
il Magnificat BWV 243a e la cantata BWV 80 di Bach.
Nel 2010, con Alessandro Ovi, Silvia Perucchetti e la Fondazione per la Collaborazione fra i Popoli (Presidente Romano Prodi), ha ideato il progetto Alif Aleph Alfa che si propone di avvicinare, tramite una vera e propria fusion musicale, i fedeli di diverse confessioni religiose, avviando una collaborazione concertistica basata sull' idea del reciproco ascolto e dello scambio culturale-religioso.
Il 23 dicembre 2012 ha tenuto un concerto in comune di San Felice sul Panaro nella chiesa di Rivara gravemente danneggiata dai terremoti del maggio 2012.
Dal 2005 al 2017 ha curato l'organizzazione e la promozione delle attività musicali del Comune di Reggio Emilia, quale operatore culturale presso l'Assessorato alla Cultura e Università dello stesso Comune.
Attualmente Renato Negri è titolare della Cattedra di Organo e Composizione  organistica al Conservatorio di Musica di Reggio Emilia e Castelnovo ne' Monti  "Achille Peri-Claudio Merulo", che ospita l'organo meccanico Hillebrand donato dalla famiglia Ovi-Chicchi.
Diverse sue interpretazioni sono state presentate da Paolo Terni a Rai Radio Tre.
A scopo didattico e divulgativo tiene concerti sull'Organo virtuale Hauptwerk.
Il giugno 2017 l'ha visto impegnato in una lunga tournée fra Vecchio e Nuovo Mondo: a Iowa Falls nello Iowa (Stati Uniti) presso la St. Matthew's By-the-Bridge Episcopal Church; a Vienna dove ha tenuto un concerto nella Peterskirche; a Valtice non lontano da Brno nella Repubblica Ceca nella chiesa parrocchiale dell'Assunzione di Nostra Signora. Nell'ottobre dello stesso anno ha partecipato alla diciassettesima edizione della Timorgelfest - Festival internazionale di musica organistica di Timișoara in Romania.
Nel marzo 2018 ha tenuto un concerto nella Bragernes kirke di Drammen (Norvegia); in dicembre è stato protagonista del tradizionale concerto di fine anno nella prestigiosa Sala cu Orgă di Chișinău, capitale della Moldavia.
Nel 2019 ha compiuto una tournée in Russia, tenendo concerti a Mosca, San Pietroburgo, Perm' fino alla lontana Krasnoyarsk in Siberia. Ha inoltre tenuto concerti a Parigi in Saint-Nicolas-du-Chardonnet, nell'antica chiesa di Simuna (Estonia) e in due importanti templi di Vienna: la Schottenkirche e la Peterskirche.
Ha partecipato al Festival Zipoli di Prato e, come membro della giuria, al concorso internazionale Timorgelfest di Timisoara.
Nel 2024 Renato Negri ha donato al Conservatorio di Reggio Emilia e Castelnovo ne' Monti la sua biblioteca privata raccolta nel corso degli anni. Il fondo è improntato in larga misura al repertorio organistico; contiene CD, edizioni di musica sinfonica ed operistica ed una raccolta di saggi musicologici.

## Discografia parziale
- 2000 - Renato Negri all'organo "Pierpaolo Bigi (1995)" della Chiesa di San Francesco da Paola in Reggio Emilia
- 2007 - Gli Organi di Reggio Emilia vol.1 - Organo di Domenico Traeri (1712) della chiesa dei Santi Pietro Apostolo e Prospero Vescovo
- 2008 - Johann Sebastian Bach - Messa in Si minore BWV 232